# Cyperus limiticola
Cyperus limiticola là loài thực vật có hoa trong họ Cói. Loài này được Larridon & Reynders mô tả khoa học đầu tiên năm 2008.